# Saint-Pierre (Saint-Pierre och Miquelon)

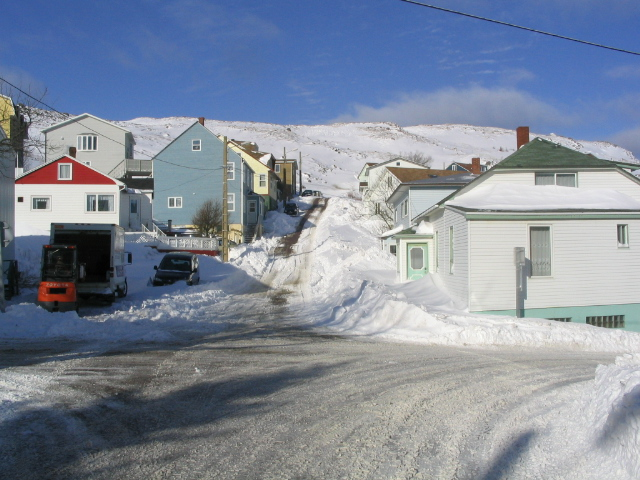
Saint-Pierre

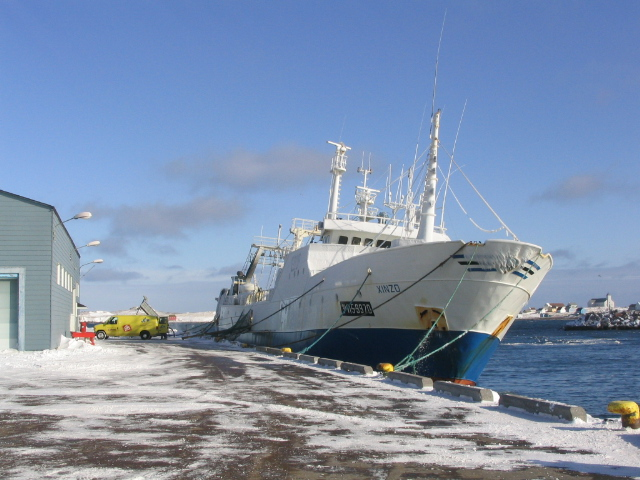
Hamnen

Saint-Pierre är huvudort i den franska ögruppen Saint-Pierre och Miquelon och i kommunen Saint-Pierre. Den ligger på den östra delen av ön Saint-Pierre och hela kommunen har cirka 5 600 invånare.
Centrum utgörs av området kring Saint-Pierre-katedralen och Place du Général du Gaulle. Katedralen är byggd år 1690 och återuppbyggd efter en brand år 1902. Flera historiska byggnader som fyrtornet Pointe aux Canons, tullhuset och postkontoret med sitt karakteristiska klocktorn ligger i närheten.
Förutom förvaltningsbyggnader som Palais de Justice (rådhuset), Conseil Général (lokalparlamentet) och La Préfecture (stadshuset) finns även några museer.
Norr om centrum ligger hamnen Barachois och stadens flygplats Saint-Pierre Pointe-Blanche (flygplatskod "FSP") ligger ca 2 km söder om centrum.

## Historia
Staden är ett gammalt fiskeläge och omnämns första gången redan 1536 av Jacques Cartier.
Under förbudstiden på 1920- och 1930-talen blomstrade spritsmugglingen i området.
Tidigare utgjordes Saint-Pierre och Miquelon av tre kommuner, men 1945 införlivades den numera obebodda ön Île-aux-Marins i Saint-Pierre kommun.